# 린성
린성(중국어 간체자: 林声, 정체자: 林聲, 병음: Lín Shēng, 한자음: 임성, 1994년 1월 5일~)은 중화인민공화국의 펜싱 선수로 주 종목은 에페이다. 올림픽에 1회 참가했으며 세계 선수권 대회에서 금메달 1개, 은메달 1개, 동메달 1개를 획득했다. 

## 경력
린성은 1994년 푸젠성 푸저우시에서 태어났다. 10세 때인 2004년에 펜싱을 시작했고 2008년에 푸젠성 펜싱단에 입단하여 플뢰레에서 에페로 전향했다.
2010년 중국 성인 국가대표와 주니어 국가대표로 발탁되었다. 그 해 8월 싱가포르에서 열린 2010년 하계 청소년 올림픽 에페 개인전에서 이탈리아의 알베르타 산투초를 꺾고 우승했다. 이듬해인 2011년 4월에는 요르단 암만에서 열린 2011년 세계 주니어 선수권 대회에서 쑨위제, 쉬안치 등과 함께 러시아팀을 꺾고 단체전 우승에 기여했다.
2013년 3월 스페인 바르셀로나에서 열린 바르셀로나 국제 펜싱 대회 에페 단체전에서 러시아를 꺾고 우승하면서 성인 국제 대회 첫 메달을 획득했다. 같은 해 9월에는 쿠웨이트의 쿠웨이트시티에서 열린 아시아 U-23 선수권 대회에 참가했고 단체전 금메달과 개인전 은메달을 획득했다.
2019년 7월 부다페스트에서 열린 2019년 세계 선수권 대회에 참가한 린성은 브라질의 나탈리 모엘하우젠의 뒤를 이어 개인전 준우승에 올랐다. 또한 단체전에서는 러시아팀을 꺾고 금메달을 획득했다.